# Московский печатный двор
Моско́вский печа́тный двор — первая в России типография, объект культурного наследия федерального значения. Основана при Иване Грозном в 1553 году. Традиционно располагалась в Китай-городе на Никольской улице, по соседству с Николо-Греческим монастырём. С 1931-го в строениях типографии находится Историко-архивный институт (РГГУ).

## История

### XVI—XVIII века
Первая русская типография была основана в 1553 году по указу Ивана Грозного. Причиной послужило большое количество ошибок в рукописных книгах для богослужения по вине неграмотных переписчиков. Подобные погрешности вели к разночтениям в текстах, ереси и возможному расколу. Царь совместно с митрополитом Макарием решили исправить огрехи с помощью книгопечатания. Помещение построили на деньги казны в Китай-городе по соседству с Николо-Греческим монастырём. Впоследствии оно стало называться Печатным двором. Первой книгой, в послесловии которой были выходные данные типографии, является «Апостол». Она была издана в 1564-м Иваном Фёдоровым и Петром Мстиславцем. Первые же фолианты, не имевшие выходных данных, а потому называемые «анонимными», были напечатаны в 1550—1560 годах. По состоянию на 2018 год найдено семь таких «дофёдоровских» книг. Печатный двор также упоминается в записках опричника Генриха фон Штадена «О Москвии»:
Никольские ворота ведут из Кремля в город <…> У этих же ворот стоял слон, прибывший из Аравии. Дальше общий судный или Земский двор и цейхгауз, за ним друкарня или Печатный двор.

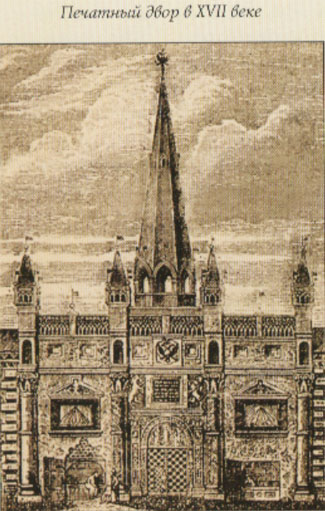
Печатный двор в XVII веке

Появление первой печатной книги вызвало бурный протест у переписчиков, опасавшихся, что новое ремесло может лишить их заработка. Народное волнение в итоге закончилось поджогом помещения типографии, и, по одной из версий, послужило причиной отъезда из Москвы Фёдорова и Мстиславца. В 1568 году на месте сгоревшего здания было построено новое, которое пострадало во время пожаров 1571-го. На это время Печатный двор переехал вслед за царём в Александровскую слободу. В 1611 году в Смутное время восстановленная типография снова сгорела и мастерские переехали в палаты Кремля. Однако к 1619-му комплекс реконструировали.
До 1612 года текст набирался двумя шрифтами, изобретёнными Фёдоровым и Мстиславцем. Имена первых гравёров, вырезавших изображения для изданий, не сохранились. Одним из известных мастеров является печатник Андроник Невежа, который поставил свою подпись на гравированном изображении апостола Луки в переиздании «Апостола» 1597 года.

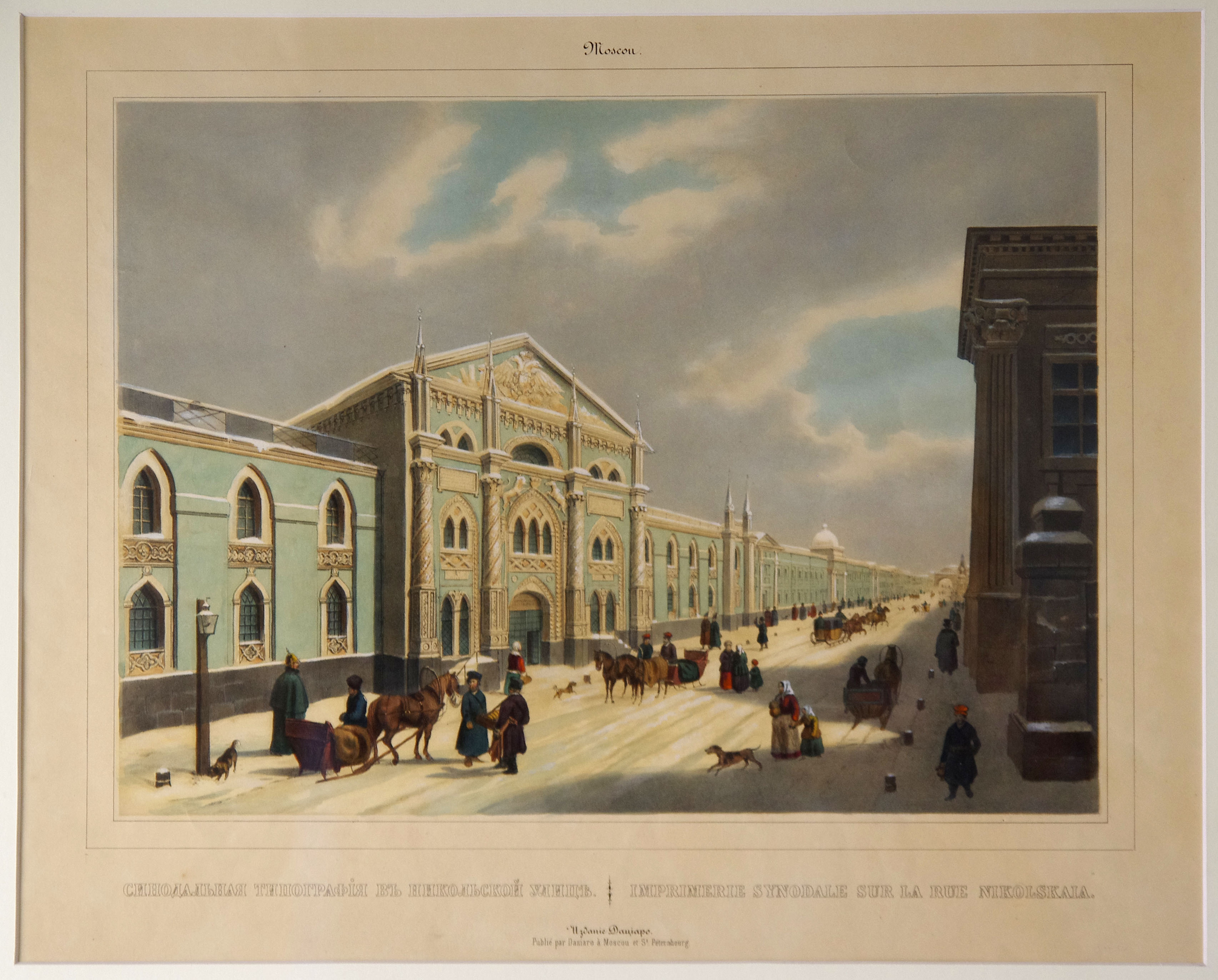
Синодальная типография в первой половине XIX века

В 1620 году возвели двухэтажное каменное строение. В его помещения перевезли семь типографских станков и переехало 80 работников типографии из Дворцовой палаты Кремля. В 1626-м пожар уничтожил все деревянные постройки Печатного двора. В 1642—1645 годах архитекторы Трефил Шарутин и Иван Неверов по указу царя Михаила Фёдоровича построили двухэтажный каменный дом, выходящий фасадом на Никольскую улицу. Над воротами располагались изображения льва и единорога. В народе данная символика была принята за английский герб. Пошла молва, что некогда это здание принадлежало английским послам, но Алексей Михайлович, разозлённый новостью о казни англичанами своего законного короля Карла I, отнял его у них. Однако археолог Василий Румянцев (1822—1897) писал, что единорог как символ единодержавной власти появлялся на печати Ивана Грозного, а лев и единорог встречались на царских гербах, зданиях и тронах. Башня здания была увенчана двуглавым орлом, а архитектурой напоминала Спасские и Троицкие ворота Кремля. В новых каменных палатах расположились Правильня и Печатный приказ. Примерно в то же время была создана библиотека, в которой хранились изданные книги.
Типография существовала на средства казны и называлась Государевым печатным двором. Издание книг всегда происходило по царскому указу. После печати рассчитывалась цена тома. Монарху и патриарху преподносили по одному экземпляру в лучшем переплёте. У государя спрашивали разрешение назначить цену, и только после этого книга поступала в продажу. Такой порядок просуществовал до 1653 года, когда Печатный двор по царскому указу был передан духовенству. С этого момента патриарх Никон стал распорядителем в типографии и имел право самостоятельно издавать указы о создании новых книг и их продаже.
По указу патриарха Иоакима в 1681 году при Печатном дворе было создано греческое училище — так называемая Типографская школа иеромонаха Тимофея. Она считается одной из первых российских профессиональных школ.
За время существования Печатного двора были изданы такие книги, как Триодь постная, Триодь цветная, Евангелия, Псалтырь, Часовник и другие. С 1702 году в стенах типографии стали издавать первую российскую газету «Ведомости». В целом с 1564 по 1711 год было отпечатано около 700 изданий, среди которых были так называемые четьи книги, полемические сочинения, переводы, учебная литература. Именно при московском Печатном дворе сложился стиль русских кириллических изданий.

### Синодальная типография

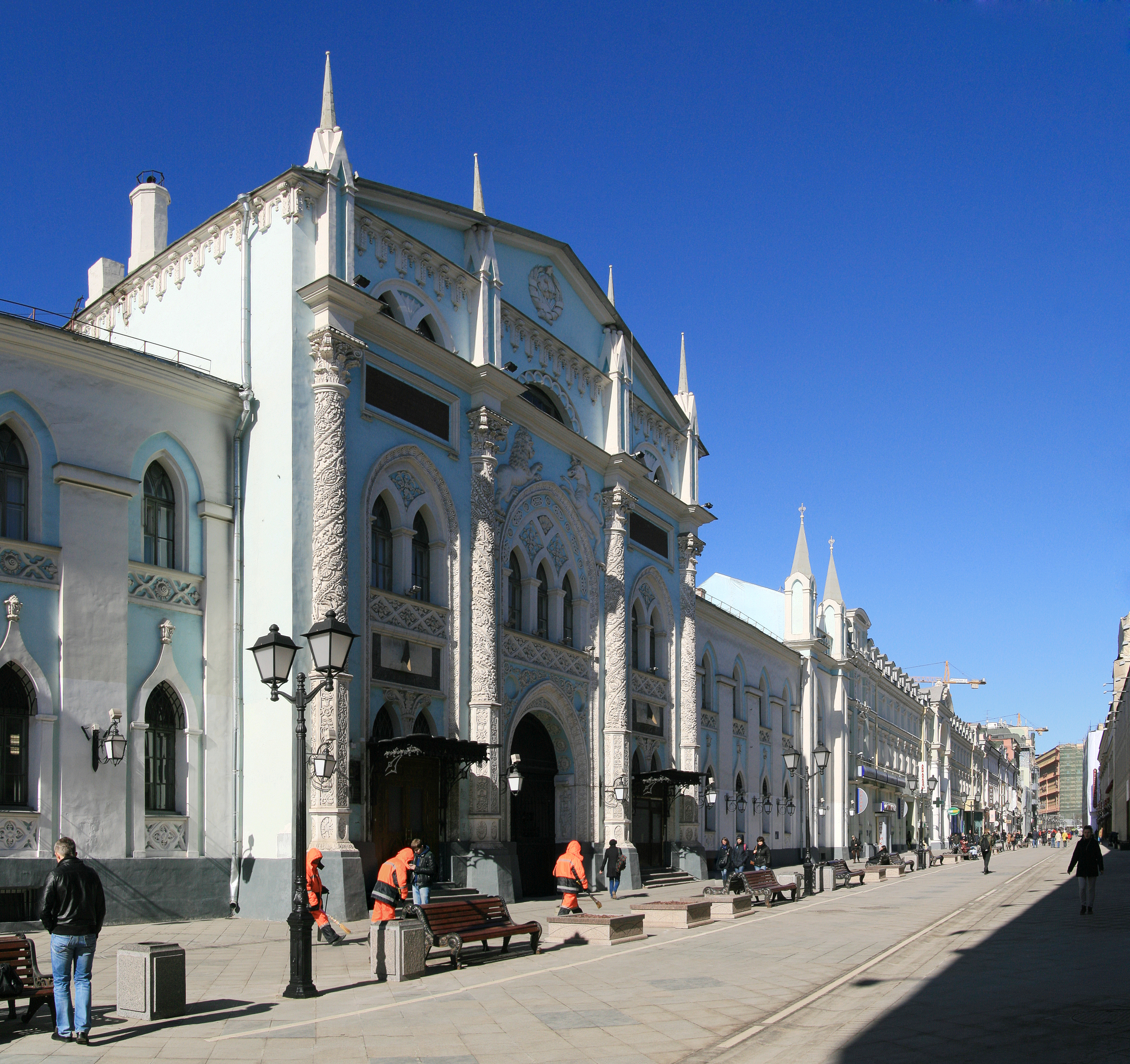
Синодальная типография, 2014 год

В начале XVIII века Печатный двор передали в ведение Духовной коллегии. В 1721 году он был подчинён Святейшему Синоду, а типография преобразована в Синодальную.
В конце XVIII — начале XIX веков корпуса по Никольской улице были разобраны и в 1811—1814 годах на их месте возвели монументальное здание Синодальной типографии по проекту архитекторов Алексея Бакарева и Ивана Мироновского. Оба архитектора не раз использовали мотивы готики в своих архитектурных проектах, однако Синодальная типография, пожалуй, самый яркий пример такой архитектуры. Вероятно именно то, что архитекторам, по сути, было поручено «восстановить» палаты XVII века, повлияло на специфику архитектурного декора нового здания (в XVIII в. «готикой» в России часто называли, в том числе, и русскую архитектуру XVI—XVII веков). Архитекторы взяли мотивы европейской готики, при этом построив фасад по законам классицизма. В структуру нового здания были добавлены подлинные исторические детали (две потемневшие каменные плиты со старинными надписями, вмурованные в фасадную стену), а также элементы, воссоздающие те, что были утрачены в сгоревших палатах. Среди них знаменитые солнечные часы (укреплённые над порталами здания), эмблема печатного двора — рельефные фигуры льва и единорога (в центральной части фасада) и герб России (во фронтоне). Возведение здания типографии было завершено только в 1814-м. Постройки воспринимались как единый архитектурный ансамбль с башнями и стенами Китай-города. Типографию неоднократно достраивали и реконструировали в русском стиле. Фасады комплекса со стороны внутреннего двора сохранили барочный облик. Дворовую часть восточного корпуса в 1871-м оформил архитектор Михаил Чичагов.
Переделку палат у Китайгородской стены произвёл в 1872—1875 годах архитектор Николай Артлебен. По его проекту была реконструирована Прави́льная палата (Теремок) и возведено новое шатровое крыльцо. Над росписью интерьеров работали палехские мастера. Подземные части Теремка датируются концом XV века, что позволяет говорить о подвале, как об одном из древнейших сооружений Москвы. Надстройка третьего этажа и оформление торцевых сторон боковых корпусов выполнены в 1890-х годах архитектором С. С. Слуцким.
В 1917 году Синодальная типография была закрыта, в её стенах разместились советские архивные учреждения, а с 1931-го — Историко-архивный институт (РГГУ).